# KIT-Fakultät für Elektrotechnik und Informationstechnik
Die KIT-Fakultät für Elektrotechnik und Informationstechnik ist eine von elf Fakultäten am Karlsruher Institut für Technologie. Sie ging 1966 aus der Abteilung Elektrotechnik der Fakultät für Maschinenwesen hervor, die 1894 gegründet worden war.

## Geschichte

### Anfänge

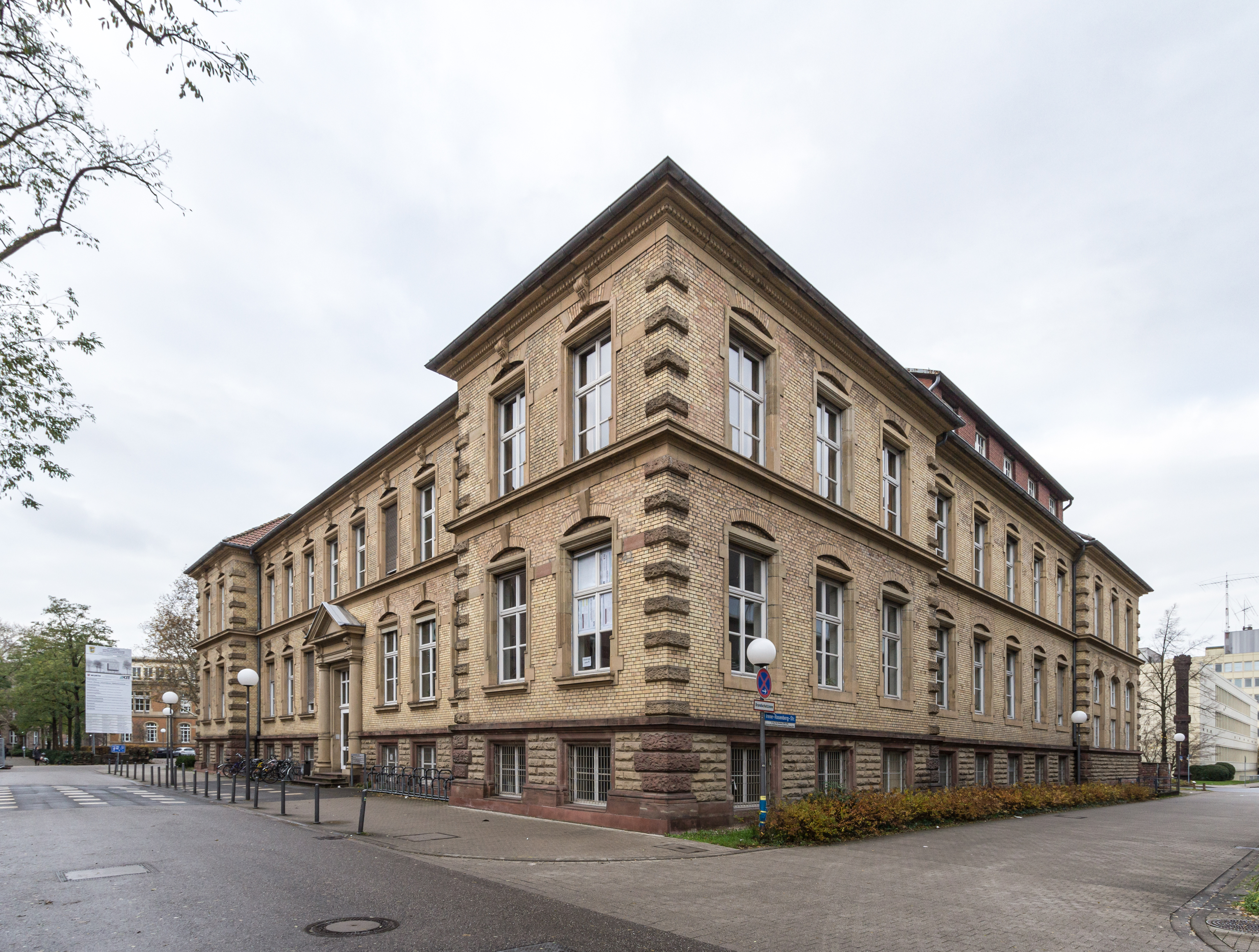
Das 1899 errichtete Gebäude des Elektrotechnischen Instituts

Mit der Berufung Ferdinand Brauns auf den Physiklehrstuhl im Jahre 1883 vollzog sich an der Großherzogliche Technischen Hochschule Fridericiana zu Karlsruhe der Übergang von der bis dahin gelehrten herkömmlichen Elektrizitätslehre zur Elektrotechnik. Der von Braun 1883 entworfene elektrotechnische Studiengang wurde zum Wintersemester 1885/86 als Teil des Maschinenbaustudiums eingeführt. Ein Jahr später, im November 1886, gelang Heinrich Hertz, der seit 1885 als Professor für Physik an der Hochschule lehrte, im Hörsaal die Übertragung elektromagnetischer Wellen von einem Sender zu einem Empfänger. Damit bewies er experimentell deren Existenz und ebnete den Weg in die drahtlose Nachrichtenübertragung. Ferdinand Braun machte sich daraufhin zur Aufgabe, die elektromagnetische Strahlung nachrichtentechnisch nutzbar zu machen und entwickelte 1897 die nach ihm benannte Elektronenstrahlröhre. Als Hertz im Jahre 1889 die Universität verließ, übernahm Otto Lehmann, der ein Jahr zuvor die Flüssigkristalle entdeckte, den Lehrauftrag für Physik und Elektrotechnik. Da mit der industriellen Entwicklung die Elektrotechnik zunehmend an Bedeutung gewann, wurde im Jahre 1894 ein elektrotechnischer Lehrstuhl an der Fakultät für Maschinenbau eingerichtet. Als erster Professor wurde Engelbert Arnold berufen, der den Institutsneubau umsetzte und von 1899 bis 1904 das Elektrotechnische Laboratorium aufbaute.

### Nachkriegszeit
Nachdem während der beiden Weltkriegen der Betrieb an der Universität ins Stocken geraten war, wurde im Jahre 1966 aus der Abteilung Elektrotechnik der Fakultät für Maschinenwesen eine eigenständige Fakultät – die Fakultät für Elektrotechnik. Da im Laufe der Zeit die Informationstechnik immer mehr an Bedeutung gewann – an der Fakultät besonders geprägt durch den Professor Karl Steinbuch, der als Pionier der deutschen Informatik gilt – wurde schließlich der Name der Fakultät an ihre tatsächliche fachliche Ausrichtung angepasst. Nach der Fusion der Universität mit dem Forschungszentrum Karlsruhe zum KIT wurde die Fakultät zur KIT-Fakultät.

## Studium und Lehre
Die Fakultät bietet einen konsekutiven Bachelor-Master-Studiengang Elektro- und Informationstechnik an. Dieser vermittelt zunächst einen festen theoretischen Unterbau (Karlsruher Modell), anschließend können die Studenten eins der folgenden Studienmodellen wählen:
- Systemoptimierung
- Signalverarbeitung
- Biomedizinische Technik
- Elektromobilität
- Regelungs- und Steuerungstechnik
- Elektrische Antriebe und Leistungselektronik
- Adaptronik
- Information und Automation
- Elektroenergiesysteme und Hochspannungstechnik
- Optische Technologien
- Hochfrequenztechnik
- Optische Kommunikationstechnik
- Systems Engineering
- Nachrichtensysteme
- Mikro- und Nanoelektronik
- Kommunikationstechnik
- Information and Communication
- Regenerative Energien
- Ausrüstungssysteme der Luft- und Raumfahrt
- System on Chip
- Mikro-, Nano-, Optoelektronik
- Elektrische Energiesysteme und Energiewirtschaft

## Forschungsschwerpunkte

### Informations- und Kommunikationstechnik
- Automobiltechnik
- Mobilfunk
- Nachrichtentechnik
- Electronic Home
- Medizintechnik
- Mensch-Maschine-Schnittstelle

### Materialwissenschaft und Technologie
- Anzeigegeräte
- Speziallampen
- Brennstoffzelle
- intelligente Werkstoffe
- Mikro- und Nanotechnische Bauelemente
- Plastikelektronik
- Halbleiterlaser
- Hochtemperatur-Gassensoren
- Supraleitende Bauelemente

### Elektroenergiesysteme und Antriebstechnik
- Umweltschonende verteilte Energieerzeugung und Energieübertragung
- Virtuelle Kraftwerke
- Leistungselektronik für hochdynamische adaptive Antriebs- und Energieübertragungssysteme

### Informations- und Automatisierungstechnik
- Modellierung, Simulation, Regelung und Steuerung verteilter, ereignisdiskreter und hybrider Systeme
- Betriebsoptimierung von komplexen technischen Prozessen (Brennstoffzelle, Automobiltechnik)
- Erhöhung der Systemzuverlässigkeit durch modellgestützte Sensorik und Aktuatorik
- Fehlerfrüherkennung und Rekonfiguration im Fehlerfall
- Entwurf multisensorieller Systeme für die Luft- u. Raumfahrt
- Systemintegration fehlertoleranter Satelliten-Navigationssysteme (GPS, Galileo)

## Institute
- Institut für Theoretische Elektrotechnik und Systemoptimierung (ITE)
- Institut für Industrielle Informationstechnik (IIIT)
- Institut für Regelungs- und Steuerungssysteme (IRS)
- Institut für Angewandte Materialien Elektrochemische Technologien (IAM-ET)
- Institut für Biomedizinische Technik (IBT)
- Elektrotechnisches Institut (ETI)
- Institut für Elektroenergiesysteme und Hochspannungstechnik (IEH)
- Institut für Hochfrequenztechnik und Elektronik (IHE)
- Institut für Photonik und Quantenelektronik (IPQ)
- Institut für Nachrichtentechnik (CEL)
- Institut für Technik der Informationsverarbeitung (ITIV)
- Institut für Mikro- und Nanoelektronische Systeme (IMS)
- Lichttechnisches Institut (LTI)
- Institut für Hochleistungsimpuls- und Mikrowellentechnik (IHM)
- Institut für Technische Physik (ITEP)
- Institut für Mikrostrukturtechnik (IMT)
- Institut für Prozessdatenverarbeitung und Elektronik (IPE)

## Professoren
- Tabea Arndt, Supraleitende Magnettechnologie
- Jürgen Becker, Eingebettete elektronische Systeme
- Michael Braun, Elektrische Antriebe und Leistungselektronik
- Martin Doppelbauer, Hybridelektrische Fahrzeuge
- Marc Eichhorn, Optronik
- Michael Heizmann, Mechatronische Messsysteme
- Marc Hiller, Leistungselektronische Systeme
- Sören Hohmann, Regelungs- und Steuerungssysteme
- Bernhard Holzapfel, Supraleitende Materialien
- John Jelonnek, Hochleistungsimpuls- und Mikrowellentechnik
- Christian Koos, Photonik und Nanotechnologie
- Ulrike Krewer, Elektrochemische Energiewandlung und Speichersystemtechnik
- Sebastian Kempf, Mikro- und nanoelektronische Systeme
- Thomas Leibfried, Elektroenergiesysteme
- Uli Lemmer, Optoelektronik
- Alberto Moreira, Photonik und Kommunikation
- Georg Müller, Hochleistungsimpulstechnik
- Werner Nahm, Biomedizinische Technik
- Cornelius Neumann, Automobile & allgemeine Lichttechnik
- Mathias Noe, Supraleitung und Kryotechnik
- Ivan Perić, Detektortechnologie und ASIC Design
- Michael Powalla, Dünnschichtphotovoltaik
- Sebastian Randel, Photonische Kommunikationstechnik
- Peter Rost, Verfahren der Nachrichtentechnik
- Bryce Richards, Nanophotonics for Energy
- Eric Sax, Electronic Systems Engineering & Management
- Laurent Schmalen, Nachrichtensysteme
- Michael Siegel, Mikro- und Nanoelektronik, Quantensensorik
- Wilhelm Stork, Mikrosystemtechnik und Optik
- Ahmed Cagri Ulusoy, Integrierte Hochgeschwindigkeitsschaltungen
- Marc Weber, Prozessdatenverarbeitung und Elektronik
- Ulrich W. Paetzold, Next Generation Photovoltacs
- Marwan Younis, Radarsysteme für die Raumfahrt
- Thomas Zwick, Hochfrequenztechnik und Elektronik

(Quelle:)

## Honorarprofessoren
- Jürgen Bortolazzi, Systems Engineering for Automotive Electronics
- Bruno Burger, Leistungselektroniksysteme für regenerative Energien
- Hans Richard Doerfel, Strahlenschutz mit Schwerpunkt Messtechnik und Dosimetrie
- Peter Erdmann, Breitbandübertragungssysteme
- Bernd Friedrichs, Verfahren zur Kanalcodierung
- Manfred Hugenschmidt, Lasermesstechnik
- Michael Kaschke, Optische Methoden in der Medizintechnik
- Helmut Klausing, Innovationsmanagement und Industrieprozesse
- Dieter Krause, Technologie weichmagnetischer Bauelemente
- Frank Dieter Maul, Nuklearmedizin und nuklearmedizinische Messtechnik
- Michael Schäfer, Betriebsmittel der elektrischen Energieversorgung
- Stefan Schmerler, Test eingebetteter Systeme
- W. Schröppel, Netzteiltechnik
- Günter Weimann, Mikrostrukturtechnologie
- Gerhard Weissmüller, Energietechnik

(Quelle:)

## Außerplanmäßige Professoren
- Michael Birkle, Umweltschutzmesstechnik
- Hans-Joachim Bluhm, Impulsleistungstechnik
- Alexander Colsmann, Organische Optoelektronik
- Wolfgang Freude, Lichtwellen-Messtechnik
- Francesco Grilli, Superconductivity for Energy Applications
- Peter Knoll, Elektrooptische Anzeigen
- Theo Scherer, Technologie supraleitender Schaltungen
- Manfred Urban, Strahlenschutz

(Quelle:)

## Persönlichkeiten und Alumni

### Studenten
- Dietmar Hopp, Mitbegründer der SAP AG
- Hasso Plattner, Mitbegründer der SAP AG
- Detlef Schmid, Gründungsdekan der Fakultät für Informatik Karlsruhe
- Rolf Wideröe, Entwicklung von Teilchenbeschleunigern
- Dieter Zetsche, Vorstandsvorsitzender der Daimler AG

### Professoren/Forscher
- Engelbert Arnold, erster Professor der Fakultät, baute das elektrotechnische Laboratorium auf
- Ferdinand Braun, Erfinder der Kathodenstrahlröhre (Braunsche Röhre)
- Otto Föllinger, Autor mehrerer Standardwerke
- Heinrich Hertz, Nachweis der elektromagnetischen Wellen
- Otto Lehmann, Pionier der Flüssigkristall-Forschung
- Adolf J. Schwab, ehemaliger Leiter des ABB Konzernforschungszentrums in Heidelberg und Unternehmer
- Karl Steinbuch, Pionier der deutschen Informatik
- Fernando Puente León, Industrielle Informationstechnik, ehemaliger Dekan der Fakultät[3]
- Olaf Dössel, Biomedizinische Technik